# Hraniční potok (přítok Jihlavy)
Hraniční potok je potok, levostranný přítok řeky Jihlavy v okrese Jihlava. Potok tvoří část česko-moravské zemské hranice. Jeho délka činí 11,1 km a plocha povodí 27,7 km².

## Průběh toku
Hraniční potok pramení v nadmořské výšce 655 m n. m. východně od Čejkova v okrese Pelhřimov. Teče k jihu a napájí několik rybníků: Hankovský, Starý západně od Řeženčic, Stupný, Havlův východně od Chrástova a Jistební u Těšenova. Za ním přijímá zprava vody přítoku Kameničky, přitékajícího od Černova, míjí rybník Hladový a směřuje na východ. Z levé strany cestou přijímá vody svých severních přítoků, vytvářejících několik rybníčků v prostoru mezi Těšenovem a Rohoznou. Zde Hraniční potok vstupuje na území jihlavského okresu. Dál už žádný významnější přítok nemá. K Jihlavě pokračuje ještě 3 km jihovýchodním směrem.